# Josef Strobach
Josef Karl Strobach (23. prosince 1852 Verneřice – 11. května 1905 Vídeň) byl rakouský politik německé národnosti původem z Čech, na přelomu 19. a 20. století poslanec Říšské rady, krátce i starosta Vídně.

## Biografie
Narodil se jako nemanželský syn Marie Anny Strobachové. Od roku 1864 pracoval v knihkupectví svého strýce, v letech 1870–1871 byl zaměstnán na poštovním úřadu v rodném městě, potom jako knihkupec na různých místech. Od roku 1872 žil ve Vídni. V období let 1878–1893 byl podílníkem vídeňské knihvazačské firmy. Od roku 1883 působil jako samostatný podnikatel (publikování učebnic a učebních pomůcek). V roce 1888 získal domovské právo ve Vídni. S manželkou zdědil dům ve čtvrti Margareten.
Byl aktivní veřejně i politicky. Již v 80. letech se angažoval v kruzích, z nichž se pak zrodila Křesťansko sociální strana. Byl orientován antisemitsky. V roce 1890 kandidoval za křesťansko sociální proud do zemského sněmu a ve volbách do Říšské rady roku 1891 i do Říšské rady, zatím v obou případech neúspěšně. Jeho kandidatura byla pouze formální. Roku 1892 se stal předsedou Spolku majitelů domů v V. vídeňském okrese a krátce poté i 1. místopředsedou (později i čestným předsedou) Ústředního svazu majitelů domů ve Vídni. Zastával funkci předsedy voličské jednoty sjednocených křesťanů v V. okrese. Od roku 1893 až do své smrti zasedal ve Vídeňské obecní radě, od roku 1895 byl i městským radním. Předseda křesťanských sociálů Karl Lueger tehdy opakovaně nezískal potvrzení ve funkci vídeňského starosty. Bylo proto zvoleno náhradní řešení, při kterém se Strobach v květnu 1896 sám stal vídeňským starostou. Šlo o provizorní výkon funkce a v březnu 1897 ze starostenského postu odstoupil, aby uvolnil cestu Luegerovi, který byl konečně ve funkci potvrzen císařem. Až do své smrti pak Strobach působil coby 1. náměstek starosty.
Od roku 1896 byl poslancem Dolnorakouského zemského sněmu a zároveň vykonával funkci náměstka zemského hejtmana. V 90. letech 19. století se zapojil i do celostátní politiky. Ve volbách do Říšské rady roku 1897 získal mandát za městskou kurii, obvod Vídeň, V. okres. Za týž obvod mandát obhájil i ve volbách do Říšské rady roku 1901. Profesně byl k roku 1897 uváděn jako první náměstek starosty Vídně.
Pohřben byl na Ústředním vídeňském hřbitově.